# کژون
کژون (به فرانسوی: Cuzion) یک کمون در فرانسه است که در اندر واقع شده‌است. کژون ۱۸٫۴۵ کیلومتر مربع مساحت و ۴۵۰ نفر جمعیت دارد و ۲۷۰ متر بالاتر از سطح دریا واقع شده‌است.